# Campeonato Mundial de Basquetebol Masculino de 1959
O Campeonato Mundial de Basquetebol de 1959 foi o terceiro torneio mundial de basquetebol organizado pela FIBA (Federação Mundial de Basquetebol). Foi sediado em Chile entre 16 e 31 de janeiro de 1959. As cidades-sedes foram: Antofagasta, Concepción, Temuco, Valparaíso e Santiago (Que realizou a final).
Previsto para ser disputado em 1958, o Mundial só se realizou em 1959 porque o Chile não conseguiu concluir as obras para abrigar o torneio, que foi disputado numa quadra montada em cima da grama do Estádio Nacional.
A União Soviética, que pela primeira vez disputou a competição, só foi derrotada pelo Canadá, mas no Octogonal Final se negou a entrar em quadra para enfrentar Formosa ou China Nacionalista, assim como também o fez a Bulgária, por questões políticas, pois a China comunista reivindicava a Ilha de Formosa como território chinês. Com a recusa, os dois países, ambos sob o regime comunista, foram eliminados da competição pela FIBA. Com isso, um dos favoritos ao título estava fora, e acabou sendo conquistado pelo Brasil.

## Equipes participantes
| Grupo A                                                          | Grupo B                              | Grupo C                               |
| ---------------------------------------------------------------- | ------------------------------------ | ------------------------------------- |
| Argentina Egito Formosa Estados Unidos                           | Brasil Canadá México União Soviética | Bulgária Filipinas Porto Rico Uruguai |
| Chile - avançou automaticamente para a fase final por ser a sede |                                      |                                       |

## Fase preliminar

### Grupo A
| Time           | Pts. | V | D | PG  | PS  | Dif |
| -------------- | ---- | - | - | --- | --- | --- |
| Estados Unidos | 6    | 3 | 0 | 271 | 204 | +67 |
| Formosa        | 5    | 2 | 1 | 207 | 209 | -2  |
| Argentina      | 4    | 1 | 2 | 197 | 202 | -5  |
| Egito          | 3    | 0 | 3 | 179 | 239 | -60 |

16 de Janeiro
| Estados Unidos | 81–73 | Argentina |
| Formosa        | 71–69 | Egito     |

17 de Janeiro
| Argentina      | 65–52 | Egito   |
| Estados Unidos | 81–73 | Formosa |

18 de Janeiro
| Argentina | 59–63  | Formosa        |
| Egito     | 58–103 | Estados Unidos |

### Grupo B
Disputada em Temuco
| Team            | Pts. | V | D | PG  | PS  | Dif |  |
| --------------- | ---- | - | - | --- | --- | --- |  |
| Brasil          | 5    | 2 | 1 | 211 | 175 | +36 |  |
| União Soviética | 5    | 2 | 1 | 229 | 199 | +30 |  |
| Canadá          | 5    | 2 | 1 | 169 | 174 | -5  |  |
| México          | 3    | 0 | 3 | 173 | 234 | -61 |  |

16 de Janeiro
| Canadá          | 52–69 | Brasil |
| União Soviética | 73–64 | México |

17 de Janeiro
| Canadá          | 54–51 | México |
| União Soviética | 73–64 | Brasil |

18 de Janeiro
| Canadá | 63–54 | União Soviética |
| México | 50–78 | Brasil          |

### Grupo C
| Team       | Pts. | V | D | PG  | PS  | Dif |
| ---------- | ---- | - | - | --- | --- | --- |
| Bulgária   | 6    | 3 | 0 | 217 | 174 | +43 |
| Porto Rico | 5    | 2 | 1 | 209 | 194 | +15 |
| Filipinas  | 4    | 1 | 2 | 192 | 220 | -28 |
| Uruguai    | 3    | 0 | 3 | 181 | 211 | -30 |

16 de Janeiro
| Filipinas | 68–59 | Uruguai    |
| Bulgária  | 67–55 | Porto Rico |

17 de Janeiro
| Uruguai  | 64–78 | Porto Rico |
| Bulgária | 85–61 | Filipinas  |

18 de Janeiro
| Porto Rico | 76–63 | Filipinas |
| Bulgária   | 65–58 | Uruguai   |

## Fase classificatória

### Grupo D
| Team      | Pts. | V | D | PG  | PS  | Dif |
| --------- | ---- | - | - | --- | --- | --- |
| Filipinas | 4    | 2 | 0 | 145 | 120 | +25 |
| Egito     | 3    | 1 | 1 | 136 | 148 | -12 |
| Canadá    | 2    | 0 | 2 | 124 | 137 | -13 |

### Grupo E
| Team      | Pts. | V | D | PG  | PS  | Dif |
| --------- | ---- | - | - | --- | --- | --- |
| Uruguai   | 4    | 2 | 0 | 105 | 95  | +20 |
| Argentina | 3    | 1 | 1 | 123 | 117 | +6  |
| México    | 2    | 0 | 2 | 124 | 137 | -13 |

25 de Janeiro (Disputa 12º lugar)
| Canadá | 64–56 | México |

25 de Janeiro (Disputa 10º lugar)
| Egito | 59–61 | Argentina |

25 de Janeiro (Disputa 8º lugar)
| Filipinas | 78–70 | Uruguai |

## Fase final
Disputado em Santiago, no estadio Nacional
| Time            | Pts. | V | D | PG  | PS  | Dif  | Critério de desempate Confronto Direto |
| --------------- | ---- | - | - | --- | --- | ---- | -------------------------------------- |
| Brasil          | 11   | 5 | 1 | 472 | 382 | +90  |                                        |
| Estados Unidos  | 10   | 4 | 2 | 372 | 382 | -10  |                                        |
| Chile           | 8    | 2 | 4 | 393 | 446 | -53  | 86-85                                  |
| Formosa         | 8    | 2 | 4 | 315 | 350 | -35  | 85-86                                  |
| Porto Rico      | 7    | 1 | 5 | 397 | 471 | -74  |                                        |
| União Soviética | 10   | 5 | 1 | 365 | 264 | +101 |                                        |
| Bulgária        | 7    | 2 | 4 | 372 | 382 | -10  |                                        |

As seleções da União Soviética e Bulgária recusaram-se a enfrentar a seleção de Formosa por não reconhecerem o país. Com isso, foram eliminadas da competição.

## Classificação final
| Colocação | Equipe          |
| --------- | --------------- |
| 1         | Brasil          |
| 2         | Estados Unidos  |
| 3         | Chile           |
| 4         | Formosa         |
| 5         | Porto Rico      |
| 6         | União Soviética |
| 7         | Bulgária        |
| 8         | Filipinas       |
| 9         | Uruguai         |
| 10        | Argentina       |
| 11        | Egito           |
| 12        | Canadá          |
| 13        | Mexico          |